# Globi d'oro 2011
La 51ª edizione dei Globi d'oro si è tenuta il 1º luglio 2011 a Roma, presso Villa Massimo.

## Albo d'oro
I vincitori sono indicati in grassetto, a seguire gli altri candidati.

### Miglior film
- Habemus Papam, regia di Nanni Moretti
- I fiori di Kirkuk, regia di Fariborz Kamkari
- Noi credevamo, regia di Mario Martone

### Gran Premio della Stampa Estera
- Noi credevamo, regia di Mario Martone

### Miglior regista
- Emidio Greco - Notizie degli scavi
- Mario Martone - Noi credevamo
- Saverio Costanzo - La solitudine dei numeri primi

### Miglior opera prima
- 20 sigarette, regia di Aureliano Amadei
- Into Paradiso, regia di Paola Randi
- L'estate di Martino, regia di Massimo Natale

### Miglior commedia
- Nessuno mi può giudicare, regia di Massimiliano Bruno
- Benvenuti al Sud, regia di Luca Miniero
- Che bella giornata, regia di Gennaro Nunziante

### Miglior sceneggiatura
- Emidio Greco - Notizie degli scavi
- Giancarlo De Cataldo, Mario Martone - Noi credevamo
- Saverio Costanzo - La solitudine dei numeri primi

### Miglior fotografia
- Fabio Cianchetti - La solitudine dei numeri primi
- Pasquale Mari - Gorbaciof
- Renato Berta - Noi credevamo

### Miglior musica
- Marco Werba - Native
- Banda Osiris - Qualunquemente
- L'Orchestra di Piazza Vittorio - I fiori di Kirkuk

### Miglior canzone
- Accanto - Franco Simone per Native
- Immaturi - Alex Britti per Immaturi
- L'amore non ha religione - Luca Medici per Che bella giornata

### Miglior attrice
- Piera Degli Esposti - I bambini della sua vita
- Paola Cortellesi - Nessuno mi può giudicare
- Alba Rohrwacher - La solitudine dei numeri primi

### Miglior attore
- Raoul Bova - Nessuno mi può giudicare
- Elio Germano - La nostra vita
- Toni Servillo - Gorbaciof

### Attore rivelazione
- Mohamed Zouaoui - I fiori di Kirkuk

### Attrice rivelazione
- Victoria Larchenko - La bella gente

### Regista rivelazione
- Giovanni Marzagalli (John Real) - Native

### Film da non dimenticare
- Le stelle inquiete, regia di Emanuela Piovano

### Globo d'oro Speciale
- Elisabetta Rocchetti

### Globo d'oro per l'eccellenza
- The Earth: Our Home

### Globo d'oro Produttore-Distributore
- Adriana Chiesa Enterprises

### Miglior film europeo
- In un mondo migliore, regia di Susanne Bier

### Miglior distributore film europeo
- Teodora Film

### Globo d'oro europeo
- Riccardo Scamarcio[4]

### Globo d'oro alla carriera
- Vincenzo Cerami
- Nicola Piovani

### Miglior documentario
- This Is My Land... Hebron, regia di Giulia Amati e Stephan Natanson

### Premio speciale della giuria
- Dante Ferretti: uno scenografo italiano, regia di Gianfranco Giagni

### Miglior cortometraggio
- Deu ci sia, regia di Gianluigi Tarditi